# Sublime Text
Sublime Text est un éditeur de texte générique codé en C++ et Python, disponible sur Windows, Mac et Linux. Le logiciel a été conçu tout d'abord comme une extension pour Vim, riche en fonctionnalités.
Depuis la version 2.0, sortie le 26 juin 2012, l'éditeur prend en charge 44 langages de programmation majeurs, tandis que des plugins sont souvent disponibles pour les langages plus rares.

## Historique
En 2007, son créateur, Jon Skinner, quitta son travail chez Google pour poursuivre un de ses rêves : créer un meilleur éditeur de texte. Il se donna trois principes pour ce logiciel :
- Discret, interface minimum : on doit pouvoir se focaliser sur le texte et non une myriade de barres d'outils ;
- Ne pas cacher le texte par des fenêtres ;
- Utiliser toute la place possible : plein écran, multi-écran, édition de fichiers côte à côte devraient être possibles.

## Fonctionnalités
Sublime Text intègre la plupart des fonctionnalités de base d'un éditeur de texte, dont la coloration syntaxique personnalisable, l’auto complétion, un système de plugins… L'éditeur propose cependant des fonctions plus avancées, dont :
- Minimap : prévisualisation de tout le fichier dans une barre latérale ;
- Sélection et édition dans plusieurs sections de code en parallèle ;
- Marque-page au sein même des fichiers ;
- Sauvegarde automatique ;
- Recherche et remplacement par expressions régulières ;
- Support des macros et de plugins en Python ;
- Personnalisation des raccourcis clavier.

Le logiciel propose également d'importer des packages (pour ajouter des langages ou bien des fonctionnalités de Sublime-Text). La version 3 du logiciel propose directement d'installer PackageControl pour ajouter certains thèmes etc.

## Développement

### Version 2

#### Liste des langages supportés
Sublime Text prend en charge un certain nombre de langages de programmation dont il assure la coloration syntaxique : ActionScript, AppleScript, ASP, C, C++, C#, Clojure, CSS, D, Diff, Dylan, Erlang, Go, Graphviz, Groovy, Haskell, HTML, Java, JSP, JavaScript, JSON, LaTeX, Lisp, Lua, Makefiles, Markdown, MATLAB, Objective-C, OCaml, Perl, PHP, Python, R, Rails, reStructuredText, Ruby, Scala, scripts shell, SQL, Tcl, Textile, XML, XSL, et YAML. L'utilisateur peut télécharger des extensions pour gérer des langages supplémentaires.

#### Gestionnaire de paquets
Sublime Text peut être équipé d'un gestionnaire de paquets qui permet de trouver, installer, mettre à jour et supprimer des paquets sans avoir à relancer l'application.

### Version 3
Sublime Text 3.0 a officiellement quitté le statut de bêta le 13 septembre 2017, à l'occasion de la mise à jour build 3143. Cette mise à jour présente une nouvelle icône, une interface retravaillée, le support de la Touch Bar des Mac portables, et son lot de nouvelles fonctions et de corrections de bogues.

### Version 4
La version finale de Sublime Text 4.0 a été lancée le 21 mai 2021 avec la sortie de la version 4 Build 4107.